# Květozob rudoprsý
Květozob rudoprsý (Prionochilus percussus) je asi 10 cm velký druh pěvce z čeledi květozobovitých (Dicaeidae).

## Popis
Svrchu je převážně tmavý, spodinu těla má jasně žlutou s červenou skvrnou na hrudi.

## Výskyt
Vyskytuje se v subtropických a tropických vlhkých nížinných lesích na území Indonésie, Malajsie, Myanmaru a Thajska.